# Byczynka
Byczynka (Ponikwic) – potok, lewy dopływ Przemszy o długości 7,36 km i powierzchni zlewni 25,68 km².  
Przepływa przez Jaworzno w dzielnicy Byczyna, skąd jego nazwa.